# Veículo de combate de infantaria

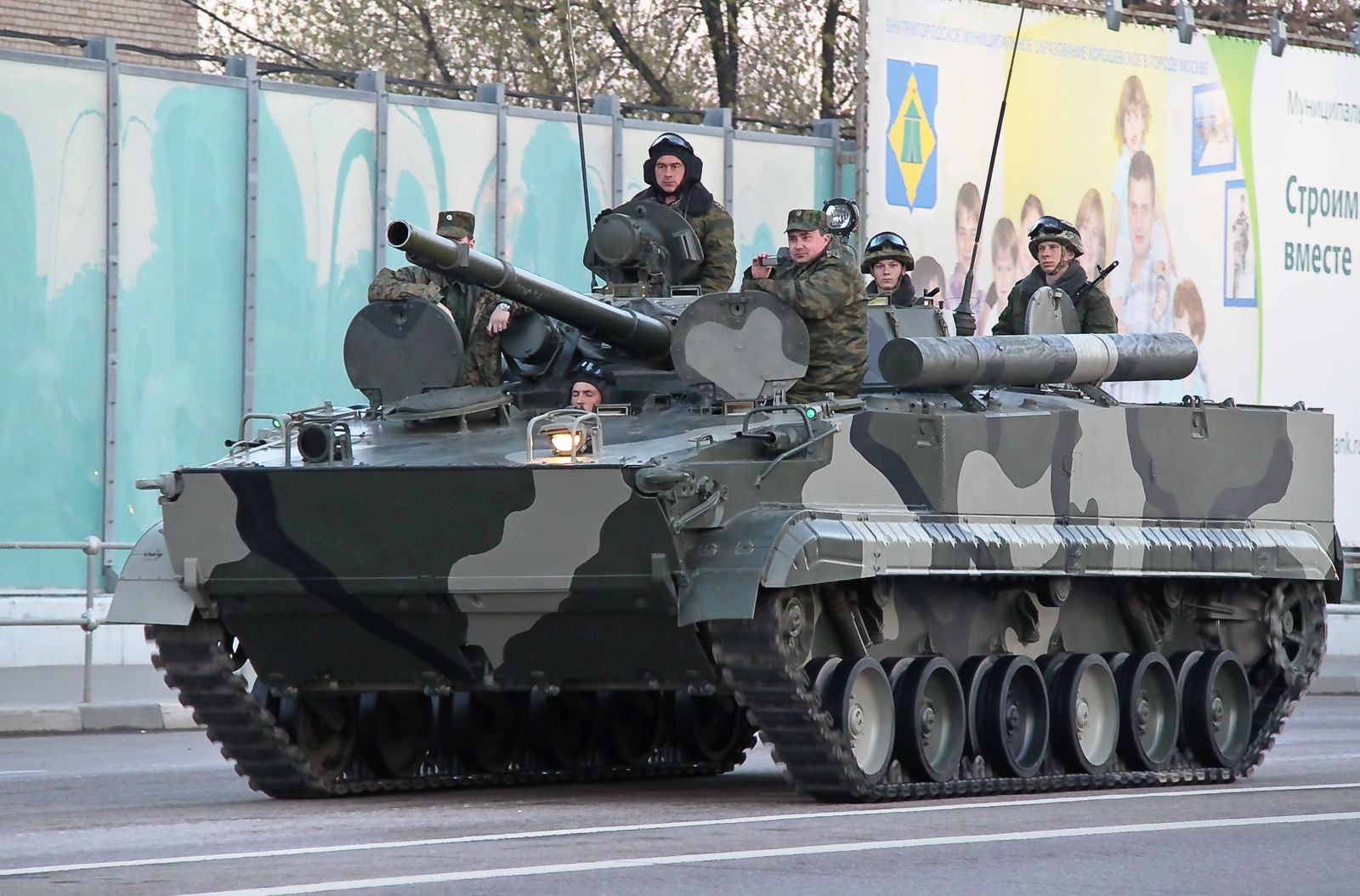
BMP-3 russo.

Um veículo de combate de infantaria (VCI) é um tipo de veículo blindado utilizado para carregar soldados de infantaria e dar fogo de apoio.
Os VCIs são semelhantes aos veículos blindados de transporte de pessoal (VBTP), concebidos para o transporte de cinco a dez soldados de infantaria equipados. O único aspecto que os diferencia dos VBTP é o seu armamento, normalmente um canhão de 20 a 30 mm ou um lança granadas-foguete antitanque (LGF), que os permite dar fogo de apoio durante um assalto, e a sua blindagem melhorada.

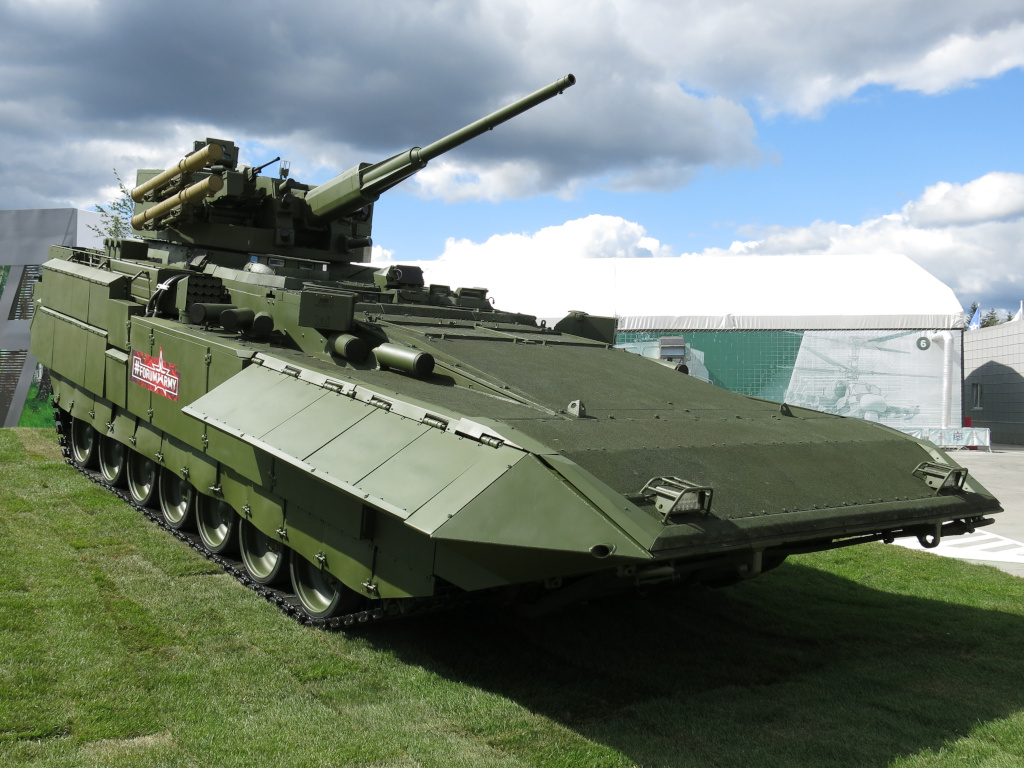
T-15 Armata

As potências ocidentais ficaram rudimentarmente surpreendidas quando a União Soviética mostrou os seus primeiros VCI, o BMP-1, durante uma parada militar em 1967. O BMP era um VCI de baixo custo montado com uma arma de 73 mm e com um LGF. A sua blindagem frontal melhorada tinha a capacidade de proteger o veículo contra as metralhadoras de calibre 12,7x99mm, padrão da NATO, enquanto a sua arma e o seu lança granadas-foguete conseguia ser uma ameaça contra os veículos blindados de transporte de pessoal da NATO e até mesmo contra os carros de combate principais.
Desde desse ponto, todas as potências militares desenvolveram ou adoptaram VCIs. Alguns exemplos incluem o britânico Warrior, o norte-americano M2, M3 e o novo Stryker, o espanhol Pizarro, o italiano Dardo, o alemão Marder, o Sul Africano Ratel, o sueco Stridsfordon 90 e o russo T-15 Armata.